# تپه دشت آهو چر
تپه دشت آهو چر مربوط به هزاره سوم قبل از میلاد است و در شهرستان شیراز، بخش زرقان، ۷ کیلومتری شمال شهر زرقان واقع شده و این اثر در تاریخ ۳۰ بهمن ۱۳۸۶ با شمارهٔ ثبت ۲۰۷۴۶ به‌عنوان یکی از آثار ملی ایران به ثبت رسیده است.